# Gossea faureae
Gossea faureae är en nässeldjursart som beskrevs av Picard 1952. Gossea faureae ingår i släktet Gossea och familjen Olindiasidae. Inga underarter finns listade i Catalogue of Life.